# Isabel Villaseñor
Isabel «Chabela» Villaseñor (Guadalajara, 18 de mayo de 1909 - Ciudad de México, 13 de marzo de 1953) artista polifacética fue grabadora, pintora, muralista, escritora, recopiladora e intérprete de música popular, compositora de corridos, guionista y actriz. 

## Biografía
Nació en Guadalajara, Jalisco y fue hija de Adela Ruiz Valencia y Ramón Villaseñor Quevedo. En 1917 la familia se trasladó a la Ciudad de México, en compañía de la abuela materna, Eduarda Valencia, quien le enseñó a su nieta el amor por la música popular. En los últimos años del porfiriato, dice de ella su hija: "se desarrolló dentro de esas corrientes afrancesadas del momento, cuando es mejor una gente de tez blanca que una de tez morena; es mejor la porcelana que el barro; es mejor el cristal de Baccarat que el vidrio soplado. Todas las cosas que tenían una connotación extranjera, europea, eran mejores".
En la Ciudad de México, estudia en uno de los Centros Populares de Pintura que surgieron en el México posrevolucionario guiados según los criterios de enseñanza progresista de las Escuelas al Aire Libre. Allí desarrolló la técnica de grabado en madera y metal. Incursionó también en el muralismo y la pintura, además de ser cantautora e investigadora de corridos mexicanos. Precursora del arreglo femenino al estilo mexicano.
En 1922 participó en la campaña de alfabetización promovida por el entonces secretario de Educación Pública, José Vasconcelos, e influenciada esta vez por su abuela paterna, Isabel Quevedo, empezó a escribir cuentos y poemas, actividad que cultivó durante toda su vida. Con el poema Primavera ganó, en 1927, el concurso La Flor, organizado por el diario El Universal Ilustrado; al año siguiente, con el cuento Nuestra Señora de los Zacatecas, obtuvo el primer lugar de un certamen convocado por el gobierno de esa entidad. 
En 1928 ingresó al Centro Popular de Pintura dirigido por el pintor Gabriel Fernández Ledesma, donde inició su aprendizaje de pintura y grabado, técnicas que cultivaría con gran originalidad. Los temas que eligió para los grabados de esa época fueron las mujeres en el ámbito privado, en sus labores cotidianas: comadres, mujeres lavando ropa o amasando en el metate, madres con hijos en su regazo, pero también cantantes e ilustraciones de corridos como La muerte de la güera Chabela o Elena la traicionera. Isabel empezó a conocer y relacionarse con los artistas e intelectuales de la época y al poco tiempo fue invitada, junto con Alfredo Zalce, a pintar los muros exteriores de la Escuela Rural de Ayotla, para los cuales utilizó el cemento coloreado. 
En 1929, como parte de las misiones culturales de la época, se desempeña como maestra rural. Formó parte activa de los movimientos plásticos de la época, siendo voz privilegiada en las tertulias artísticas de las primeras décadas del siglo XX. Colaboradora del periódico "El Machete".
Esos años fueron de gran actividad para la artista: participó en El Grupo ¡30-30! donde adquiere influencias por el estridentismo y el muralismo; exhibió sus grabados en una colectiva junto con Fermín Revueltas, Rufino Tamayo, Francisco Díaz de León, entre otros; trabajó como maestra rural, actuó como María, papel protagónico del episodio Maguey de la película ¡Que viva México! del cineasta ruso Sergei Eisenstein; se llevó a cabo su primera exposición individual en el Vestíbulo de la Biblioteca Nacional y, en 1933, contrajo matrimonio con Gabriel Fernández Ledesma.
Al siguiente año sufrió la pérdida de su primer hijo. Este acontecimiento lo refleja en su obra, la cual cambia significativamente; abandona la xilografía y recurre al dibujo y al monotipo en color, Sus personajes son madres e hijos sin rostro, unos jugando, otros abrazados y unos más, hijos muertos sobre las piernas de su madre. Su obra pasó a ser más íntima, y su producción menos fecunda, sin embargo, su actividad como compositora de corridos y como intérprete de música popular reapareció. Sus corridos se caracterizan por narrar acontecimientos de su época, como la nacionalización petrolera, la crisis económica, los conflictos mundiales y el fascismo, entre otros. Cualquier evento fue tema viable para escribir un corrido: el nacimiento del Paricutín, el homenaje de despedida de un amigo o el Congreso Continental Americano por la Paz. 
En 1941 intentó llevar a cabo un proyecto que materializaría su pasión musical: buscó grabar un disco con las canciones de mamá Ballita y publicar un libro con sus letras, para ello viajó a Nueva York en búsqueda de su realización, sin embargo, pese al interés que provocó inicialmente, nunca se concretó. Al año siguiente nació su única hija, Olinca Fernández Ledesma Villaseñor, y a partir de ese momento la vida de la artista se volvió más recatada, pintó poco, pero realizó tres importantes obras: Flor de Manita, Serpiente emplumada y Mestiza Tahmek. Además, en esos últimos años escribió el guion para el ballet El Maleficio, estrenado en 1954 en el Palacio de Bellas Artes con música de Blas Galindo, coreografía de Elena Noriega y escenografía de Gabriel Fernández Ledesma, así como algunos cuentos. 
Isabel Villaseñor murió el 13 de marzo de 1953, su rostro ha quedado figurado en obras de varios artistas y fotógrafos como Manuel y Lola Álvarez Bravo, Juan Soriano, Francisco Díaz de León, Angelina Beloff, José Chávez Morado y Gabriel Fernández Ledesma, entre otros, y en sus múltiples autorretratos.

## Obra

### Producción Literaria
- Pieza teatral en verso Elena la traicionera (1929).[5]
- Guion para ballet El maleficio (1948) estrenado póstumamente en 1954 con coreografía de Elena Noriega, música de Blas Galindo y diseños de Fernández Ledesma.[5]

### Corridos
- Corrido sobre los Sucesos de Bogotá.[5]
- Corrido dedicado al Congreso Continental Americano por la Paz celebrado en la Ciudad de México del 5 al 11 de octubre de 1949, como parte de la movilización mundial antibélica de ese año.[5]